# Caligus curtus
Caligus curtus är en kräftdjursart som beskrevs av Otto Friedrich Müller 1785. Caligus curtus ingår i släktet Caligus och familjen Caligidae. Arten är reproducerande i Sverige. Inga underarter finns listade i Catalogue of Life.

## Bildgalleri

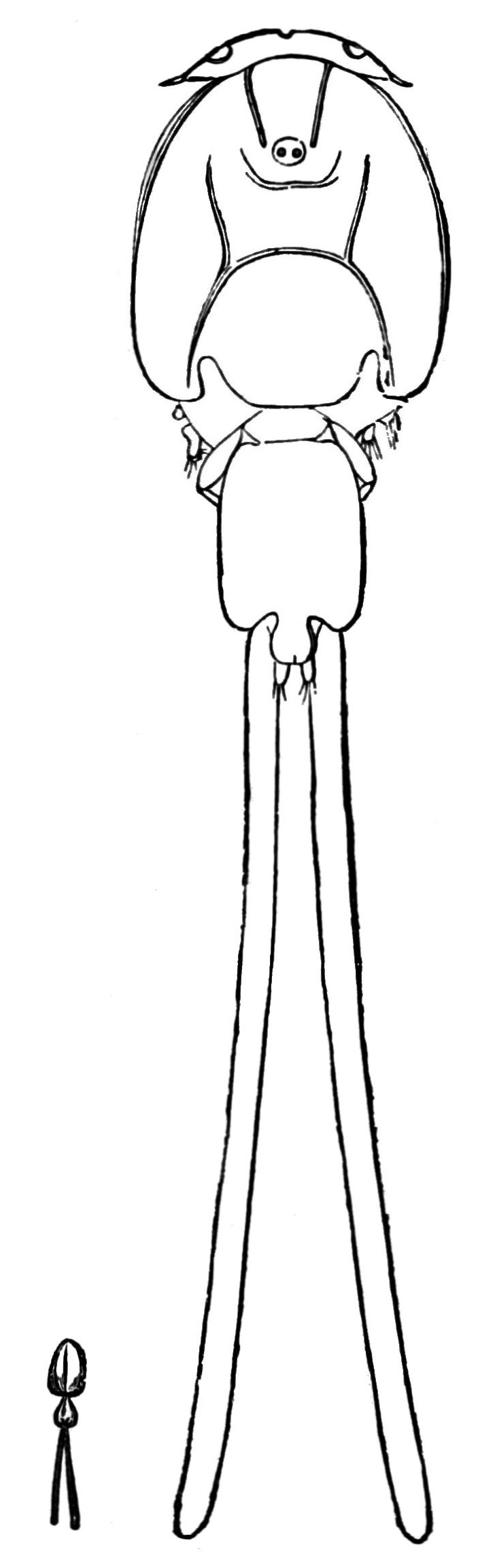